# Charles-Marie Himmer
Charles-Marie Alfred Joseph Ghislain Himmer (Dinant 10 april 1902, Soleimont, Fleurus, 11 januari 1994) was een Belgische rooms-katholiek geestelijke: de 98e bisschop van Doornik.

## Biografie
Charles-Marie Himmer, beter gekend als Carlos Himmer, was een zoon van Adrien Edgard Himmer (°1873 †1939) en Helena Louisa Zoë Laurent (°1874 †1954).
Hij werd priester gewijd op 15 augustus 1926.
Tweeëntwintig jaren later, op 29 december 1948, volgde zijn aanstelling als bisschop van Doornik ; de wijding vond plaats op 24 februari 1949 in de Doornikse kathedraal.
Na zijn opruststelling op 75-jarige leeftijd, werd hij op 2 juli 1977 bisschop emeritus.
Hij overleed op 11 januari 1994, in de abdij van Soleilmont.

### Onderwijs
Carlos Himmer volgde in zijn geboortestad de Grieks-Latijnse Humaniora, in de hogeschool Onze-Lieve-Vrouw van Bellevue (Frans: Collège Notre-Dame de Bellevue).

Als zoon van een bedrijfsleider leefde de kwestie van de relatie tussen patronaat en arbeiders voortdurend in zijn geest.
Op het einde van zijn middelbare studies voelde hij zich geroepen tot een leven als geestelijke. Bijgevolg vatte hij in het seminarie van Rome de priesteropleiding aan. Het verblijf in deze stad sterkte hem voor een leven in dienst van de Katholieke Kerk.
Nadat hij aan de Gregoriaanse Universiteit het doctoraat in de filosofie en de theologie had behaald, werd hij op 15 augustus 1926 door Mgr. Heylen te Namen priester gewijd.

### Leven en werken
Onmiddellijk na zijn wijding werd Carlos Himmer te Beauraing aangesteld als kapelaan (onderpastoor). Deze aanstelling betekende een belangrijke opluchting, vermits de voortdurende inspanningen en de langdurige studies op hem begonnen te wegen.
In 1929 werd hij naar het Klein Seminarie van Floreffe gezonden om er hoogleraar filosofie te worden.
In deze functie pleitte hij (conform met de gedachtegang van kardinaal Mercier) voor een studie en interpretatie van het Thomisme, volgens moderne opvattingen als oplossing voor eigentijdse problemen.
Onder zijn impuls werd ook het vak Latijnse taal uit het studiepakket van de seminaristen vervangen door een diepgaande studie van de Franse taal.

Sedert september 1924 zette Himmer zich ook in, voor katholieke jeugdactiviteiten. Hij deed zulks onvermoeibaar, zodanig dat de bisschop van Namen, Mgr. Charue, hem onthief van het hoogleraarsambt en hem de leiding van de jeugdwerken in het bisdom toevertrouwde, evenals de organisatie van een volksschool in Namen.
In maart 1947 werd Himmer benoemd als ere-kanunnik van de Sint-Albanuskathedraal te Namen terwijl zijn meerdere, Mgr. Charue, er reeds over nadacht om zich door Himmer te laten opvolgen voor het bisschopsambt.
Op paasdag 1948 werd Himmer ter vervanging van kanunnik Kaisin aangesteld als directeur van het Klein Seminarie van Floreffe. Deze taak vervulde hij slechts korte tijd, vermits hij datzelfde najaar door Paus Pius XII werd aangesteld als bisschop van Doornik. De beslissing dienaangaande werd wereldkundig gemaakt bij middel van een mededeling over de radio, op 29 december 1948, tijdens het nieuwsbericht van 13 uur.
Men kan zich de bezorgdheid van de nieuwe bisschop inbeelden, bij het vernemen van zijn aanstelling. Het bisdom Doornik was geenszins vergelijkbaar met dat van Namen: de ontkerkelijking was er in een ver gevorderd stadium en de sociaal-economische problemen waren er talrijk en dringend. Daarenboven was het bisschoppelijk paleis er in mei 1940 volledig in de vlammen opgegaan en was de kathedraal nog steeds in restauratie.
De wijding als bisschop, ter vervanging van Mgr. Etienne Carton de Wiart (die op 31 juli 1948 overleden was), vond plaats in de Doornikse kathedraal op 24 februari 1949. De aartsbisschop van Mechelen, kardinaal Van Roey ging voor in deze plechtigheid.
Himmer koos als devies: “Fide et Spiritu Sancto” (“Het geloof en de Heilige Geest”).
Uit de lezing van zijn Herderlijke Brieven (13 boekdelen, bijna drieduizend bladzijden) wordt het belang van zijn bisschoppelijk werk duidelijk: enkele regelmatig weerkerende elementen waren: de verspreiding van het christelijk geloof door leken, sociale problemen, pers en radio, roeping, de gezamenlijke geestelijkheid, christelijk onderricht, de Kerk in Afrika, hulp aan de gemeenschap, het Tweede Vaticaans Concilie, liturgische hervormingen, structuur van het bisdom voor de eigentijdse noden, migratie, en ten slotte: de vrede.
Enkele opvallende gebeurtenissen gedurende Himmer’s 28-jarige episcopaat waren:
- 1949: campagne voor de restauratie van de lokalen van het Groot Seminarie ;
- 1950: moeilijkheden in verband met de koningskwestie ;
- 24 februari 1951: publicatie der statuten van het bisdom ;
- 1952: “sociaal jaar” met een grote bijeenkomst te Charleroi op 13 juli ;
- 3 februari 1953: probleem van de volkshuisvesting in Henegouwen ;
- 23 december 1953: dreigende sluiting van enkele kolenmijnen in de Borinage ;
- 23 mei 1954: grote pelgrimstocht in Bonne-Espérance omwille van het Mariajaar ;
- 5 maart 1955: Tweede schoolstrijd: maatregelen voor het behoud van het christelijk onderwijs ;
- 8 augustus 1956: ramp in de kolenmijn van Bois du Cazier te Marcinelle. Bisschop Himmer bracht in bange verwachting verscheidene dagen door bij de families van de opgesloten mijnwerkers, in het bijzonder bij de Italiaanse families wier taal hij machtig was ;
- 28 oktober 1956: publicatie van een herderlijk schrijven: "Veiligheid in de mijnen" ;
- november 1956: ingevolge de vraag van een aantal apostolische vicarissen: reis naar Belgisch-Congo en Ruanda-Urundi teneinde een beter inzicht te hebben in herhaalde verzoeken van de clerus, om zich edelmoedig ten dienste te mogen stellen van de Afrikaanse bevolking ;
- 16 maart 1958: wijding van de Sint- Christoffelkerk te Charleroi ;
- 1958: inrichting van een college in Kitega (Burundi), bediend door priesters van het bisdom Doornik ;
- 20 december 1958: economische toekomst van de Borinage ;
- 21 tot 23 februari 1961 en 6 tot 8 februari 1962: colloquium met de bisschoppen van Centraal-Europa in verband met de evangelisatie van de arbeiderswereld ingevolge de destijds aan de gang zijnde ontkerstening ;
- 1962 tot 1965: aanwezigheid in Rome voor het Tweede Vaticaans Concilie. Lidmaatschap van de commissie gelast met de voorbereiding van het decreet met betrekking tot de pastorale missie van de bisschoppen in de Kerk (Christus Dominus, 28 oktober 1965).
Himmer was bijzonder gelukkig aangezien in hoofdstuk 2 van dit decreet gestipuleerd werd dat de bisschoppen een bijzondere bekommernis moeten tonen voor de armen, al dan niet gelovig.
- De volgende jaren: het omzetten van het concilie in de dagelijkse praktijk, dit wil zeggen: liturgische hervorming, reorganisatie van de clerus en het bisdom, aandacht voor de actuele leefwereld en de armen ;
- juli 1967: vorming van een Priesterraad en stichting in Jumet, van het Seminarie Cardijn, door de bisschoppenconferentie ;
- 13 oktober 1968: installatie van de pastorale raad ;
- 25 oktober 1969: wijding van de eerste bestendige diaken, de heer Albert Geerts ;
- 9 mei 1971: viering van de achthonderdste verjaardag van de kathedraal en voordracht van het gelegenheidshomilie ;
- enkele maanden nadien: opname in een kliniek voor een chirurgische ingreep, gevolgd door een langzaam en pijnlijk herstel ;
- 1974: organisatie van de basis voor een college, in Rilima, in het zuiden van Rwanda, ten behoeve van jonge vluchtelingen uit Burundi ;
- 1975: kwestie van een eventuele splitsing van het bisdom Doornik. Mgr. Himmer pleegde overleg met zijn medewerkers en vroeg het bisdom om raad, hetgeen resulteerde in een verwerping van de splitsing.

### Ontslag en overlijden
- 29 april 1976: te Rome, privé onderhoud met Paus Paulus VI, tijdens hetwelk hij zijn ontslag aanbood (naleving van de leeftijdsgrens in toepassing van de voorschriften van het Concilie) ;
- 5 juli 1977: aankondiging door Mgr. Himmer zelf, van de benoeming van zijn opvolger: Mgr. Jean Huard ;
- 8 augustus 1977: afscheid van zijn medewerkers bij middel van het schrijven: Adieu au diocèse (Vaarwel aan het bisdom), gevolgd door een dankzegging in de brief: Lettre au clergé (Brief aan de geestelijkheid) ;
- najaar 1977: terugtrekking in de Abdij van Onze-Lieve-Vrouw van Soleilmont ;
- 1984: hospitalisatie in een kliniek te Gilly ingevolge een hartinfarct. In het hospitaal stelde Mgr. Himmer een geestelijk testament op, waarvan de tekst hernomen werd op zijn grafmonument.
- 11 januari 1994 (3 uur ‘s nachts): overlijden in Soleilmont (Fleurus) ;
- 15 januari 1994: begrafenisplechtigheid in de kathedraal van Doornik, gevolgd door de teraardebestelling in de kathedraal, nabij het cenotaaf dat herinnert aan zijn voorgangers.

## Citaten

### Carlos Himmer zelf
Mgr. Himmer verklaarde onder meer:
- « De rechtvaardigheid, zowel op nationaal - als op wereldniveau, vereist dat de verdeling van de sociale voordelen onder alle mensen, te beginnen bij de meest behoeftigen, worde ingeschreven in de economische en politieke structuren (...) ».
- « De christenen hebben niet het recht de onrechtvaardigheden veroorzaakt door de huidige crisis, te beschouwen als onvermijdelijk, en zich ermee te verzoenen, terwijl de meest behoeftigen onder hun broeders erdoor getroffen worden ».
- « Ik heb ten volle getracht te leven zoals de Henegouwse mannen en vrouwen, en in het bijzonder zoals de werklui en de armsten ».
- « We zijn veel verschuldigd aan onze dierbare Arthur Masson. Hij heeft ons geholpen en zal iedereen helpen die zijn werken leest, om de charmes van onze aarde te ontdekken, de smaak van zijn taal te proeven, en vooral om de bekoorlijke ziel van onze mensen waar te nemen : hun ontwapenende eenvoud vol gezond verstand..., soms een beetje ondeugend ten opzichte van druktemakers, en ook om hun hart - « zó groot » -, dat bekwaam is om ontroerd te zijn en om zich te geven, maar steeds voorzichtig is en discreet ».
- « Ik bevestig de vreugde die ik in mijn priesterlijke loopbaan van bij het begin tot het einde heb ervaren. Met een levendig geloof en een ware opgetogenheid heb ik elke dag, reeds zestig jaren, de mis opgedragen ».

### De pers
Daags na het overlijden van Mgr. Himmer kon men in Franstalige Belgische kranten een tekst lezen, getiteld “Broeder van het Joodse Volk”.
Deze verwoording was voor velen een openbaring.
Carlos Himmer verzweeg immers zijn inzet voor de Joodse bevolkingsgroep :
« De Joodse oud-kinderen en families, destijds in grote nood, hebben de droeve plicht het overlijden te melden van hun toegewijde weldoener, behulpzame ziel voor de Joodse broeders in het verzet tegen de nazistische onmenselijkheid (...).
Met behulp van de Namenaars en de Belgische bevolking van eender welke religie, organiseerde hij gedurende de Tweede Wereldoorlog de opvang van honderden Joodse kinderen en families teneinde hen te behoeden voor de wegvoering en uitroeiing. Degene die een ziel redt, redt de mensheid. Eeuwige erkentelijkheid voor deze man die ons redde uit de nood ».

## Blazoen
Blazoen : Zwarte chevron op een vergulde achtergrond, verfraaid met een veldroos.

## Onderscheidingen
- Commandeur in de Orde der Verdiensten van de Italiaanse Republiek (1954);
- Groot-officier in de Orde der Verdiensten van de Italiaanse Republiek (1960).

Deze onderscheidingen werden hem wellicht toegekend omwille van zijn houding ten overstaan van de Italiaanse gemeenschap in zijn bisdom, en in het bijzonder tijdens het drama van Bois du Cazier (Marcinelle) dat 262 mensenlevens eiste (8 augustus 1956).
- Bibliothèque nationale de France: cb115653771 (data)
- Gemeinsame Normdatei: 1204452881
- International Standard Name Identifier: 0000 0001 1341 8463
- Nederlandse Thesaurus van Auteursnamen: 285630083
- Istituto Centrale per il Catalogo Unico: TO0V284236
- Système universitaire de documentation: 127339159
- Virtual International Authority File: 165645512
- WorldCat: E39PBJx8HxG8BvMbRmWDMKK68C